# Ла-Гуардия (аэропорт)
Ла-Гуардия (англ. LaGuardia Airport) (ИАТА: LGA, ИКАО: KLGA) — аэропорт, расположенный в северной части Куинса в Нью-Йорке на берегу залива Флашинг. Аэропорт назван в честь бывшего мэра Нью-Йорка Фиорелло Ла Гуардия.
Аэропорт имеет три терминала (A, B, C) и две перпендикулярные друг другу взлётно-посадочные полосы под номерами 04/22 и 13/31, покрытые соответственно асфальтом и бетоном.
Является одним из немногих аэропортов мира который не работает круглосуточно. Все три терминала закрыты ночью.
Известен тем, что 15 января 2009 года вылетевший из этого аэропорта рейсом 1549 авиакомпании US Airways самолёт A320 в результате попадания птиц в оба своих двигателя не смог продолжать полёт и совершил удачное приводнение в реку Гудзон («чудо на Гудзоне»).

## История создания
Открыт в 1939 году на месте старого парка развлечений Гала. В 1929 году парк был преобразован в частное лётное поле размером в 105 акров и был назван в честь пионера авиации Гленна Кёртисса, а затем переименован North Beach Airport. В 1937 году город Нью-Йорк взял Ла-Гуардия в свою собственность и начал расширять земли аэропорта с помощью покупки 357 акров прилегающей земли.
В 1939 году аэропорт был заново открыт с новым названием — Нью-Йоркский полевой муниципальный аэропорт Ла-Гуардия.
В 1947 году аэропорт был сдан в аренду Портовому управлению.
В 2008 году аэропорт Ла-Гуардия стал одним из самых оживлённых в стране, приняв более 23 млн пассажиров.
Летом 2020 открылся после трёхлетней радикальной модернизации, стоимостью 4 млрд долларов, — самый устаревший аэропорт Нью-Йорка стал самым продвинутым в стране («аэропорт XXI века»). Обновлёнными являются терминалы B и C. Терминал A остался нереконструированным. В терминале A располагаются самолёта лоукостеров Spirit и Frontier.

## Городской транспорт

### Автобус
Несколько городских автобусных линий связывают аэропорт Ла-Гуардия с метрополитеном Нью-Йорка, а также с железной дорогой Лонг-Айленда. Работающие на этих линиях автобусы оборудованы таким образом, что обеспечивают возможность проезда инвалидов на инвалидных колясках.
Пользователи MetroCard имеют право на свободную пересадку с городского автобуса на метро.
Автобусы, принадлежащие двум компаниям — MTA New York City Transit и MTA Bus Company, — обслуживают городские маршруты M60, Q33, Q48, Q72, Q47. Кроме автобусов городских маршрутов, от аэропорта отходит также много частных автобусных линий, направляющихся к Манхэттену, к Гудзонской долине — Hudson Valley, на Лонг-Айленд.

### Такси
Такси, обслуживающие аэропорт, лицензированы NYC TLC. Стоимость проезда от аэропорта в пределах города Нью-Йорка установлена жёстко.

### Лимузин
Транспортные компании, работающие по лицензии NYC TLC, предлагают перевозки в лимузинах и микроавтобусах вместимостью обычно от 2 до 20 человек. Проезд до Манхэттена укладывается в сумму в пределах $40-150 и, в зависимости от времени суток, может занять время даже менее 25 минут.

### Железнодорожное сообщение
Железнодорожного сообщения с аэропортом нет. Запланировано строительство монорельсовой ветки, соединяющей аэропорт с седьмым маршрутом Нью-Йоркского метро (в Куинсе).